# 料理の怪人
『料理の怪人』（りょうりのかいじん）は2010年10月20日から2011年2月9日まで、テレビ東京系列で、毎週水曜日の21:00 - 21:54（JST）に放送されていた料理・グルメバラエティ番組である。ハイビジョン制作。
初回と2011年1月12日は1時間拡大して、2時間スペシャルとして放送した。

## 概要
2010年10月改編の一環として新設されるが、同年4月18日の『日曜ビッグバラエティ』内で、一度パイロット版の特別番組として放送されており、そのレギュラー化ともいえる。
上記により、水曜21時台に1時間番組が編成されるのは、金曜20時台に移動前の『クイズ赤恥青恥』以来、9年10か月ぶりとなった。
裏番組の『ザ!世界仰天ニュース』（日本テレビ）、『ホンマでっか!?TV』（フジテレビ）、『相棒』（テレビ朝日）に押されたため、わずか10回で放送を終了した。『24』が開始するまでは『いい旅・夢気分』や『やりすぎコージー』SPを中心とした特番で繋げて、2011年4月から半年間『24 -TWENTY FOUR-』のシーズン5が同枠である水曜21時から放送された。

## 内容
料理が好きで愛するがゆえに、そのこだわりが度を過ぎてしまった変わり者の料理人やシェフたちを、“料理の怪人”と定義する。番組では、その怪人たちを番組オリジナルでキャラクター付けし紹介してゆく。

## 出演者
司会
- 長野博（20th Century）
- 久本雅美

アシスタント
- 須黒清華（テレビ東京アナウンサー、パイロット版のみ）
- 秋元玲奈（同上、レギュラー版以降）

ナレーター
- 大場真人
- 高塚正也

## スタッフ

### レギュラー版
- 構成：町山広美（#初回SPのみ）、政宗史子、すずきB、加藤智久
- 技術：八峯テレビ
- SW：先崎聡（#初回SP,8）、竹内弘佳（#2-7）
- CAM：松井光太郎
- VE：田中昭博
- AUD：光家郁夫
- 照明：瀬戸五郎（テレビ東京アート）
- 美術：フジアール
- 美術制作：柴田慎一郎
- デザイン：別所晃吉
- 美術進行：横山勇
- ロケ技術：ティ・ピー・ブレーン（#初回SP-7,9）、アビス（#初回SP-7）、ハックベリー（#初回SP,4）、ヌーベルバーグ（初回SP,9）、ニユーテレス（#2）、富永浩（#2,9）、クロステレビジョン（#3,6,8）、GPA（#4,6,8,9）、八峯テレビ（#8）
- 編集：ザ・チューブ 加福大
- MA：ザ・チューブ 佐々木美郷
- 音効：長内勇治（#初回SP-8）、佳夢音 藤原大介（#8）
- TK：後藤有紀
- スタイリスト：柳田明子（#初回SP-7）、相澤樹（#初回SP-7）、佐藤ミサキ（#初回SP-7,9）、野村昌司（#8-10）、勝俣淳子（#8-10）
- 収録スタジオ：テクノマックス
- リサーチ：フルタイム
- タイトルデザイン：橋本千恵子
- フードコーディネーター：梶山葉月
- 編成：金子卓磨（テレビ東京）
- 番組宣伝：里見由紀恵・野上次郎（共にテレビ東京、里見は#初回SP-7、野上は#8-10）
- AP：井上雅晴（テレビ東京）
- ディレクター：田島浩之・山口哲生・山泉健・鈴木賢一・浦田裕貴（共にハウフルス、山口は#初回SP,6,8、鈴木は#初回SPのみ、山泉は#初回,3,6,8,9、浦田は#2,6）、白根伸一（#2,3,9）、高橋健二（#4）、平野真一（#4）
- 演出：山田喜美代・佐藤浩仁・川崎大志・大澤哲也（共にハウフルス、川崎は#初回SP,6,8,9）
- プロデューサー：高浦康江・尾形香代・田岸宏一（共にハウフルス）／高瀬義和（テレビ東京）
- 総合演出：菅原正豊（ハウフルス）
- 製作：テレビ東京、ハウフルス

### パイロット版
- 構成：浜田悠、政宗史子、すずきB
- リサーチ：フルタイム、T2ファージ
- 技術：八峯テレビ
- SW：竹内弘佳
- CAM：西村孝廣
- VE：田中昭博
- AUD：光家郁夫
- 照明：瀬戸五郎（テレビ東京アート）
- ロケ技術：ティ・ピー・ブレーン、ハックベリー
- 美術：フジアール
- 美術制作：柴田慎一郎
- デザイン：別所晃吉
- 美術進行：横山勇
- 編集：ザ・チューブ（加福大）
- MA：ザ・チューブ（佐々木美郷）
- 音効：佳夢音（黒澤隆昌、東由美）
- TK：岸波明子
- タイトル：橋本千恵子
- フードコーディネーター：梶山葉月
- 編成：金子卓磨（テレビ東京）
- 番組宣伝：里見由紀恵（テレビ東京）
- AP：佐藤実（ハウフルス）
- ディレクター：大沢哲也・佐藤和彦・田島浩之（ハウフルス）
- 演出：本田啓一・山田喜美代（ハウフルス）／山田謙司（ハウフルス）
- 総合演出：菅原正豊（ハウフルス）
- プロデューサー：高浦康江・尾形香代（ハウフルス）／高瀬義和（テレビ東京）
- 収録スタジオ：テクノマックス、東京タワースタジオ
- 製作：テレビ東京、ハウフルス

## ネット局
| 放送対象地域   | 放送局             | 系列           | 放送期間                       | 放送日時                     | ネット状況 |
| -------------- | ------------------ | -------------- | ------------------------------ | ---------------------------- | ---------- |
| 関東広域圏     | テレビ東京         | テレビ東京系列 | 2010年10月20日 - 2011年2月9日  | 水曜 21:00 - 21:54           | 制作局     |
| 北海道         | テレビ北海道       | テレビ東京系列 | 2010年10月20日 - 2011年2月9日  | 水曜 21:00 - 21:54           | 同時ネット |
| 愛知県         | テレビ愛知         | テレビ東京系列 | 2010年10月20日 - 2011年2月9日  | 水曜 21:00 - 21:54           | 同時ネット |
| 大阪府         | テレビ大阪         | テレビ東京系列 | 2010年10月20日 - 2011年2月9日  | 水曜 21:00 - 21:54           | 同時ネット |
| 岡山県・香川県 | テレビせとうち     | テレビ東京系列 | 2010年10月20日 - 2011年2月9日  | 水曜 21:00 - 21:54           | 同時ネット |
| 福岡県         | TVQ九州放送        | テレビ東京系列 | 2010年10月20日 - 2011年2月9日  | 水曜 21:00 - 21:54           | 同時ネット |
| 岐阜県         | 岐阜放送           | 独立局         | 2010年10月20日 - 2011年2月9日  | 水曜 21:00 - 21:54           | 同時ネット |
| 和歌山県       | テレビ和歌山       | 独立局         | 2010年10月20日 - 2011年2月9日  | 水曜 21:00 - 21:54           | 同時ネット |
| 滋賀県         | びわ湖放送         | 独立局         | 2010年11月1日 - 2011年2月28日  | 月曜 20:00 - 21:00           | 遅れネット |
| 奈良県         | 奈良テレビ         | 独立局         | 2010年11月2日 - 2011年4月5日   | 火曜 19:54 - 20:47           | 遅れネット |
| 大分県         | 大分放送           | TBS系列        | 2010年11月3日 - 2011年2月23日  | 水曜 13:55 - 14:49           | 遅れネット |
| 静岡県         | 静岡第一テレビ     | 日本テレビ系列 | 2010年11月3日 - 2011年3月2日   | 水曜 15:50 - 16:45           | 遅れネット |
| 新潟県         | 新潟総合テレビ     | フジテレビ系列 | 2010年11月4日 - 2011年3月3日   | 金曜 1:00 - 1:55（木曜深夜） | 遅れネット |
| 長野県         | 長野放送           | フジテレビ系列 | 2010年11月6日 - 2011年2月26日  | 土曜 12:00 - 12:55           | 遅れネット |
| 石川県         | 北陸放送           | TBS系列        | 2010年11月6日 - 2011年2月26日  | 土曜 13:05 - 14:00           | 遅れネット |
| 青森県         | 青森テレビ         | TBS系列        | 2010年11月7日 - 2011年2月20日  | 日曜 10:00 - 10:54           | 遅れネット |
| 富山県         | 富山テレビ         | フジテレビ系列 | 2010年11月7日 - 2011年3月6日   | 日曜 13:25 - 14:25           | 遅れネット |
| 岩手県         | 岩手めんこいテレビ | フジテレビ系列 | 2010年11月7日 - 2011年3月6日   | 日曜 13:55 - 14:48           | 遅れネット |
| 長崎県         | テレビ長崎         | フジテレビ系列 | 2010年11月7日 - 2011年3月27日  | 日曜 13:55 - 14:50           | 遅れネット |
| 山口県         | 山口放送           | 日本テレビ系列 | 2010年11月9日 - 2011年3月8日   | 火曜 9:30 - 10:25            | 遅れネット |
| 広島県         | 広島テレビ         | 日本テレビ系列 | 2010年11月14日 - 2011年3月6日  | 日曜 12:35 - 13:30           | 遅れネット |
| 鳥取県・島根県 | 山陰放送           | TBS系列        | 2010年11月18日 - 2011年3月10日 | 木曜 14:50 - 15:50           | 遅れネット |

## 備考
- 前々番組の『水曜ミステリー9』、前番組の『水曜シアター9』時代と同様に、20時台で放送されている『いい旅・夢気分』が、2時間または3時間の特番を放送する際には、当番組は休止した。
- 2010年11月3日は『プロ野球日本シリーズ「ロッテ×中日」第4戦』の放送が延長したため、放送を予定していた当番組が休止となった。
- 奈良テレビ・山口放送では、初回スペシャルは前後編に分割して放送された。
- 当番組終了後、水曜21時枠での1時間のバラエティ番組は2018年2月7日の『バイプレイヤーズ 〜もしも名脇役がテレ東朝ドラで無人島生活したら〜』スタートに伴う『家、ついて行ってイイですか?』[9]の2時間→1時間縮小まで7年待つことになる。